# 103ª Divisione fanteria "Piacenza"
La 103ª Divisione fanteria "Piacenza" fu una grande unità di fanteria del Regio Esercito durante la seconda guerra mondiale. Era in particolare una divisione autotrasportabile tipo metropolitano, ovvero delle normali divisioni di fanteria, prive della Legione CC.NN., interamente motorizzate per quanto riguarda i servizi e l'artiglieria e solo parzialmente per la componente di fanteria, che doveva quindi ricorrere per il movimento motorizzato ai veicoli forniti di volta in volta dagli Autogruppi di Corpo d'armata. Al 10 giugno 1940, l'organico previsto per una divisione di questo tipo era di 10.404 uomini, equipaggiati con 60 cannoni (8 contraerei Breda 20/65 Mod. 1935, 8 anticarro 47/32 Mod. 1935, 8 da accompagnamento 65/17 Mod. 1908/1913, 24 campali da 75/27, 12 obici da 100/17), 153 mortai (45 mortai da 81 mm e 108 da 45 mm), 286 mitragliatrici (220 leggere e 66 pesanti). Per i trasporti erano disponibili 461 veicoli a motore, 36 trattori d'artiglieria, 159 motocicli e 127 biciclette.

## Storia
Le origini della divisione si fanno risalire alla Brigata "Piacenza", costituita in vista della Grande Guerra, il 15 marzo 1915, sul 111º e il 112º Reggimento fanteria e sciolta nell'ottobre 1920.
La Divisione "Piacenza" (103ª) si costituisce a Padova il 15 marzo 1942, assumendo alle proprie dipendenze i ricostituiti il 111º e il 112º Reggimento fanteria ed il 37º Reggimento artiglieria per Divisione di fanteria. Dalla zona di guarnigione di Bolzano, nel giugno 1942 viene trasferita in Piemonte, nelle zone di Cuneo-Borgo San Dalmazzo-Rivarolo ed a novembre in Liguria, a copertura della fascia costiera compresa tra le località di Savona, Genova, Vado Ligure e Varazze; nel maggio 1943 la copertura viene estesa alla Piazza Marittima.
In luglio la grande unità viene trasferita in Lazio, inserita nel XVII Corpo d'armata (generale Giovanni Zanghieri), con l'incarico di realizzare la seconda linea di difesa costiera tra la foce del Garigliano e quella dell'Ardea. Qui costituisce i capisaldi di sbarramento di Priverno, Cisterna, Sezze, Velletri, Gaeta e Scauri. Spostata a difesa della zona dei Castelli romani nel mese di agosto viene sorpresa dall'armistizio dell'8 settembre 1943, è tra le prime unità ad essere attaccate nelle prime ore del giorno successivo per mano della 2ª Divisione paracadutisti tedesca. Alle 06.05 del 9 settembre Villa Doria ad Albano fu attaccata da un distaccamento della 2ª divisione di paracadutisti guidato dal maggiore Harald-Otto Mors gli scontri durarono fino alle ore 08.00, terminando con la resa degli italiani del 111º Fanteria. La "Piacenza" pagò lo scontro con 27 morti e 32 feriti gravi. I militari sopravvissuti furono tenuti prigionieri dai tedeschi fino al 20 settembre, quando furono forniti di foglio di legittimazione e messi in libertà. In seguito a questi eventi, la divisione si considera sciolta il 9 settembre 1943.

## Ordine di battaglia
- 111º Reggimento fanteria "Piacenza"
- 112º Reggimento fanteria "Piacenza"
- 37º Reggimento artiglieria
- un battaglione mortai da 81
- una compagnia cannoni armi controcarro 47/32
- una compagnia genio artieri
- una compagnia mista telegrafisti/marconisti
- una sezione fotoelettricisti
- una sezione sanità
- una sezione sussistenza
- una autosezione pesante

## Comandanti 1942-1943
- Gen. D. Carlo Rossi (15 marzo 1942 - 10 settembre 1943)